# Les Hays
Les Hays és un municipi francès situat al departament del Jura i a la regió de Borgonya - Franc Comtat. L'any 2007 tenia 263 habitants.

## Demografia

### Població
El 2007 la població de fet de Les Hays era de 263 persones. Hi havia 119 famílies de les quals 38 eren unipersonals (19 homes vivint sols i 19 dones vivint soles), 46 parelles sense fills, 27 parelles amb fills i 8 famílies monoparentals amb fills.
La població ha evolucionat segons el següent gràfic:
Habitants censats

### Habitatges
El 2007 hi havia 160 habitatges, 116 eren l'habitatge principal de la família, 25 eren segones residències i 18 estaven desocupats. 156 eren cases i 3 eren apartaments. Dels 116 habitatges principals, 98 estaven ocupats pels seus propietaris, 16 estaven llogats i ocupats pels llogaters i 2 estaven cedits a títol gratuït; 1 tenia una cambra, 4 en tenien dues, 10 en tenien tres, 47 en tenien quatre i 55 en tenien cinc o més. 112 habitatges disposaven pel capbaix d'una plaça de pàrquing. A 59 habitatges hi havia un automòbil i a 51 n'hi havia dos o més.

### Piràmide de població
La piràmide de població per edats i sexe el 2009 era:
| Homes | Edats   | Dones |
| ----- | ------- | ----- |
| 1     | 95 o +  | 0     |
| 1     | 90 a 94 | 2     |
| 6     | 85 a 89 | 6     |
| 2     | 80 a 84 | 4     |
| 3     | 75 a 79 | 6     |
| 4     | 70 a 74 | 3     |
| 11    | 65 a 69 | 14    |
| 9     | 60 a 64 | 9     |
| 9     | 55 a 59 | 9     |
| 3     | 50 a 54 | 7     |
| 13    | 45 a 49 | 4     |
| 9     | 40 a 44 | 9     |
| 9     | 35 a 39 | 6     |
| 9     | 30 a 34 | 10    |
| 3     | 25 a 29 | 8     |
| 6     | 20 a 24 | 8     |
| 10    | 15 a 19 | 10    |
| 10    | 10 a 14 | 11    |
| 9     | 5 a 9   | 7     |
| 5     | 0 a 4   | 6     |

## Economia
El 2007 la població en edat de treballar era de 159 persones, 117 eren actives i 42 eren inactives. De les 117 persones actives 105 estaven ocupades (61 homes i 44 dones) i 13 estaven aturades (5 homes i 8 dones). De les 42 persones inactives 18 estaven jubilades, 9 estaven estudiant i 15 estaven classificades com a «altres inactius».

### Ingressos
El 2009 a Les Hays hi havia 125 unitats fiscals que integraven 284,5 persones, la mediana anual d'ingressos fiscals per persona era de 16.581 €.

### Activitats econòmiques
Dels 6 establiments que hi havia el 2007, 1 era d'una empresa de fabricació d'altres productes industrials, 1 d'una empresa de construcció, 1 d'una empresa de comerç i reparació d'automòbils, 2 d'empreses de serveis i 1 d'una entitat de l'administració pública.
Dels 2 establiments de servei als particulars que hi havia el 2009, 1 era un taller de reparació d'automòbils i de material agrícola i 1 fusteria.
L'any 2000 a Les Hays hi havia 7 explotacions agrícoles que ocupaven un total de 364 hectàrees.

## Equipaments sanitaris i escolars
El 2009 hi havia una escola elemental integrada dins d'un grup escolar amb les comunes properes formant una escola dispersa.

## Poblacions més properes
El següent diagrama mostra les poblacions més properes.